# Chiesa di San Rocco (Venezia, Mestre)
La chiesetta di San Rocco è un luogo di culto cattolico di Mestre, frazione di Venezia.
Attualmente rappresenta una rettoriale dipendente dalla parrocchia del Duomo. È inoltre sede di una parrocchia greco-cattolica rumena.

## Storia
L'edificio fu costruito attorno al 1476 e dedicato a San Rocco, invocato contro la peste che a quel tempo infuriava in città. Dal 18 novembre 1480 fu affidata ai frati Minori Conventuali i quali vi annessero anche un piccolo convento dipendente dai Frari di Venezia.
L'edificio era fedele all'architettura francescana con la solita forma a capanna e linee semplici che ispirano sobrietà. La costruzione della chiesa fu molto probabilmente finanziata dagli stessi Frati Minori Conventuali.
Nel 1487 venne anche fondata la Scuola di San Rocco che usava gli ambienti della chiesa come luogo di raduno.
Distrutta durante la guerra della Lega di Cambrai (1509), fu prontamente ricostruita ma perse progressivamente d'importanza. Pochi anni dopo nel 1513 i lanzichenecchi invasero Mestre, massacrando gli abitanti che non erano scappati, e dando alle fiamme la città; da questo accadimento la chiesa di S. Rocco ne uscì indenne ma il convento fu gravemente danneggiato. Sotto la guida di padre Germano Casale il convento venne riparato e in parte ricostruito.
Nel 1521 la Scuola di San Rocco abbandona i locali della chiesa come luogo di riunione per cercare una sede vicina alla chiesa.
Viene affittata una casa in costruzione vicina alla chiesa, la Scuola ultimerà i lavori di costruzione del secondo piano. Ultimata la sede i confratelli smisero di riunirsi nel refettorio dei frati e incominciarono ad usare la loro sede.
Nel 1650 padre Felice Zoldi diede via ad un intenso restauro e fece aggiungere anche notevoli opere di abbellimento.
Il 1º giugno 1769 il Senato sopprimeva il convento e l'anno successivo l'intero complesso fu venduto all'abate Giovanni Colledani. Nel 1772 passava alle tre scuole di San Rocco, di Sant'Antonio e di San Francesco di Paola, che vi avevano sede.
All'atto di presa in consegna, della chiesa, da parte delle 3 scuole, ci fu anche l'impegno di costruire un campanile le cui spese sarebbero state da dividere tra le scuole e l'abate. L'opera non venne terminata. Successivamente venne demolito il convento ma non si hanno date certe.
Le confraternite furono soppresse da Napoleone tra il 1806 e il 1807, allorché San Rocco divenne succursale del Duomo. Dal 1844 riebbe importanza essendovi stata traslata una miracolosa pala della Madonna, proveniente dalla chiesa di Santa Maria delle Grazie.
Dal 1921 fu gestita dall'istituto Berna di don Orione. Chiusa e abbandonata tra il 1958 e il 1964 fu in seguito riaperta al culto, ma venne danneggiata nel 1976 durante il terremoto del Friuli. Tra il 1982 e il 1989 ha subito una radicale opera di restauro ed è stata inaugurata il 23 settembre 1989.

## Descrizione
L'edificio ha linee semplici, secondo l'uso francescano. 
L'interno presenta l'altare sulla destra intitolato a San Francesco di Paola (1604) con una pala attribuita a Domenico Tintoretto.
Il presbiterio è stato rinnovato nella prima metà del XVIII secolo: l'altare maggiore, in marmo di Siena bianco e giallo, risale al 1732.

## Campane
Il campaniletto a vela possiede un concertino di 3 campane in La4 a slancio:
1^: La4
2^: La4
3^: Si4
La particolarità di queste campane è che le 2 campane maggiori emettono quasi la stessa nota (La4).